# Адриан Кампос
Адриан Кампос Суниер на испански: Adrián Campos Suñer е испански автомобилен състезател, бивш пилот от Формула 1, състезавал се за екипа на Минарди. Собственик на тима Campos Grand Prix, участник в календара на ФИА – Формула 1 под името Хиспания Рейсинг през 2010.

## Биография
Започва своята кариера в средата на 80-те години на ХХ век, състезавайки се в германската Формула 3.
През 1986 година участва в няколко състезания от шампионата на Формула 3000.
В пеариода 1987-1988 години има 21 старта с екипа на Джанкарло Минарди – „Скудерия Минарди“ в шампионата на Формула 1, но без успехи и спечелени точки.
След като в началото на 1989 три пъти подред не успява да премине квалификацията, ръководството на екипа го заменя с италианския пилот Пиерлуиджи Мартини.
От 1993 година е част от испанския шампионат с туристически автомобили, а от 1997 участва в шампионата на ISRS, като взема участие в състезанието за 24-те часа на Льо Ман. В края на същата година прекратява състезателната си кариера и стартира такава като спортен мениджър.
През 1998 година основава състезателният тим Campos Motorsport, която през 2005 година дебютира в шампионата GP2, под името Campos Grand Prix.

## Резултати от Формула 1
| Година | Отбор             | Шаси         | Двигател    | 1       | 2       | 3       | 4       | 5       | 6       | 7       | 8       | 9       | 10      | 11      | 12      | 13     | 14      | 15      | 16      | WDC | Точки |
| ------ | ----------------- | ------------ | ----------- | ------- | ------- | ------- | ------- | ------- | ------- | ------- | ------- | ------- | ------- | ------- | ------- | ------ | ------- | ------- | ------- | --- | ----- |
| 1987   | Минарди           | Минарди M187 | MM V6 (t/c) | BRA DSQ | SMR Ret | BEL Ret | MON DNS | DET Ret | FRA Ret | GBR Ret | GER Ret | HUN Ret | AUT Ret | ITA Ret | POR Ret | ESP 14 | MEX Ret | JPN Ret | AUS Ret | NC  | 0     |
| 1988   | Лоис Минарди Тийм | Минарди M188 | Косуърт V8  | BRA Ret | SMR 16  | MON DNQ | MEX DNQ | CAN DNQ | DET     | FRA     | GBR     | GER     | HUN     | BEL     | ITA     | POR    | ESP     | JPN     | AUS     | NC  | 0     |